# Pyrgi
Pyrgi è il nome greco (Πύργοι) di una città portuale abitata dagli Etruschi alle pendici dei Monti della Tolfa, nell'odierna frazione di Santa Severa del comune di Santa Marinella. Il nome etrusco dell'abitato non è conosciuto. Nel 2016 l'antiquarium e l'area archeologica hanno fatto registrare 4100 visitatori.

## Storia

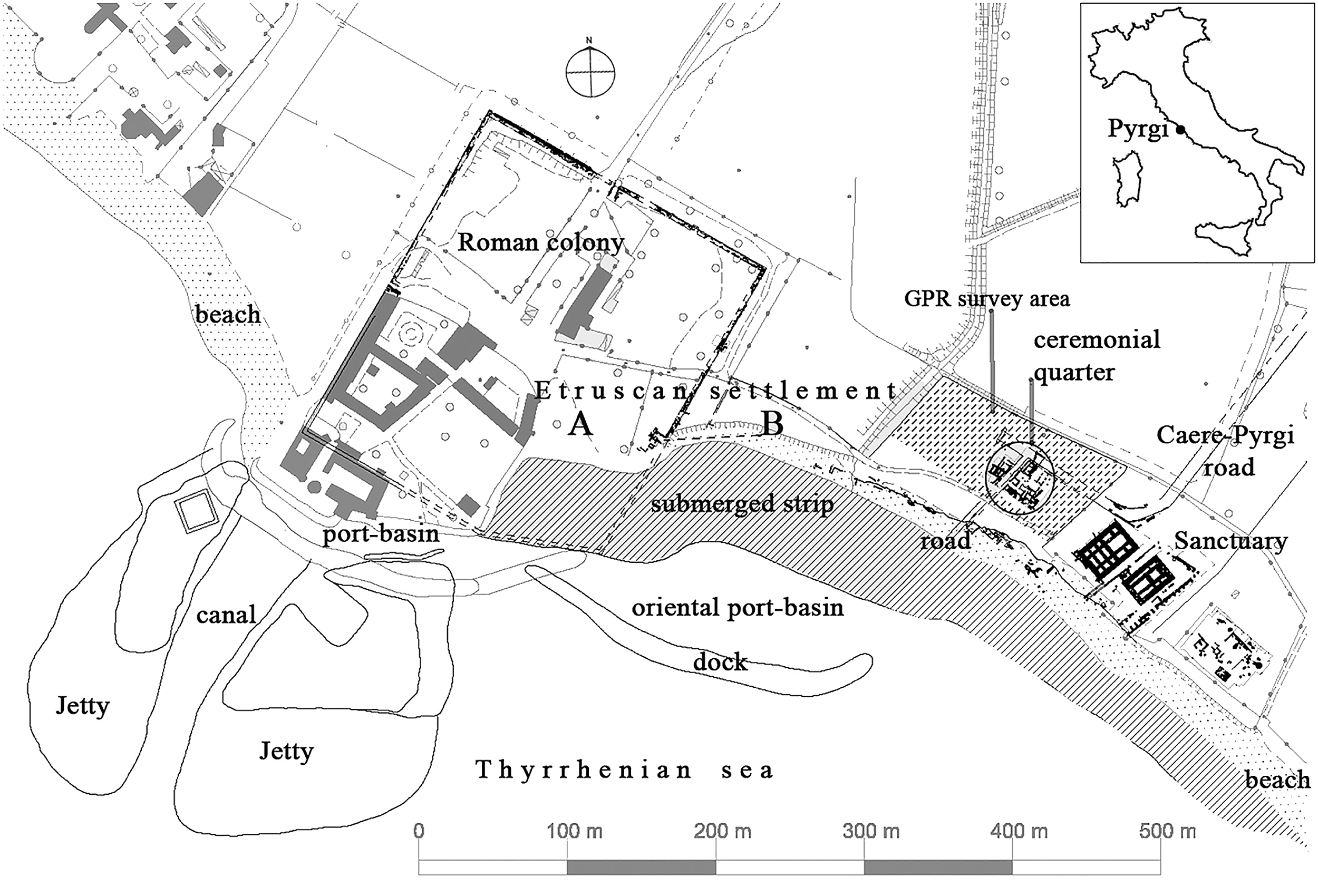
Pianta complessiva del sito

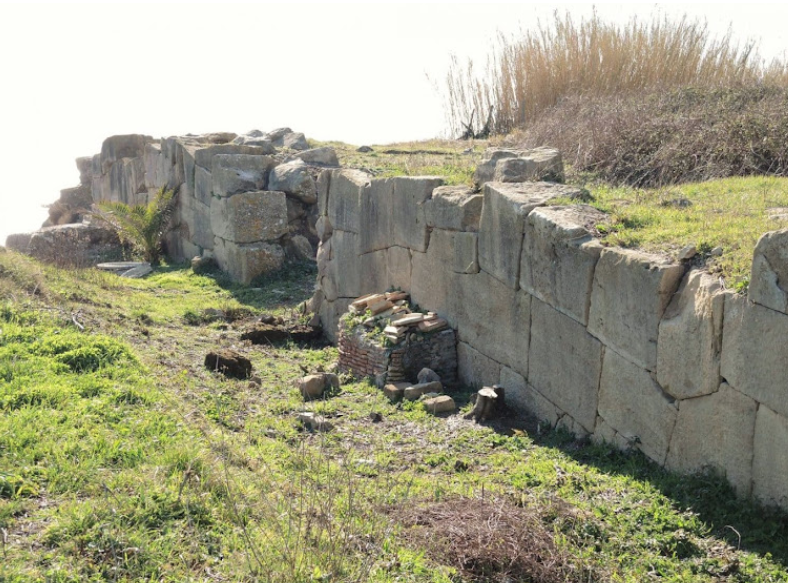
Resti della cinta muraria

Gli scavi archeologici hanno dimostrato l'esistenza nel sito di un villaggio protostorico, testimoniato dal ritrovamento di ceramiche dell'età del bronzo.
La fondazione dell'insediamento è stata attribuita ai Pelasgi e risale alla fine del VII secolo a.C.. 
Il collegamento tra la grande città etrusca di Caere e la costa era assicurato dalla strada Caere-Pyrgi, un'imponente opera di ingegneria, larga 10 m e lunga 12 km, paragonabile a quella tra Atene e il Pireo.
Caere aveva tre importanti porti: Punicum (Santa Marinella), Pyrgi e Alsium. Lo sviluppo di Pyrgi era strettamente legato alla sua posizione favorevole lungo le rotte marittime tirreniche, e divenne il porto principale di Caere e ne ospitava la flotta navale. L'abbondanza di oggetti importati nei depositi votivi evidenzia il ruolo di Pyrgi come porta sul mare sotto il controllo di Caere e la sua apertura ai contatti internazionali con la frequentazione dell'area da parte di mercanti stranieri.
La città fu razziata da Dionisio I di Siracusa nel 384 a.C. che, sbarcando le sue truppe nella notte, saccheggiò il tempio, da cui si dice abbia portato via l'enorme somma di 1000 talenti in oro e argento.
Pyrgi divenne colonia romana nel 264 a.C.. Pyrgi è menzionata nell'Itinerarium Maritimum, tra i porti e gli approdi del tragitto marittimo che da Roma conduceva in Provenza.
Il luogo sacro continuò a esistere fino al II secolo a.C.. Nel periodo imperiale romano, Pyrgi fu trasformata in un villaggio di pescatori e in seguito furono costruite numerose ville estive.
Della cittadina romana restano tracce maestose del circuito murario in opera poligonale, nel quale si aprivano alcune porte, oltre a molteplici reperti e iscrizioni in lingua latina conservati nel Castello di Santa Severa e nel borgo medievale che lo circonda. La città è citata da Virgilio nell'Eneide fra le popolazioni che andarono in aiuto di Enea.

## Sito archeologico

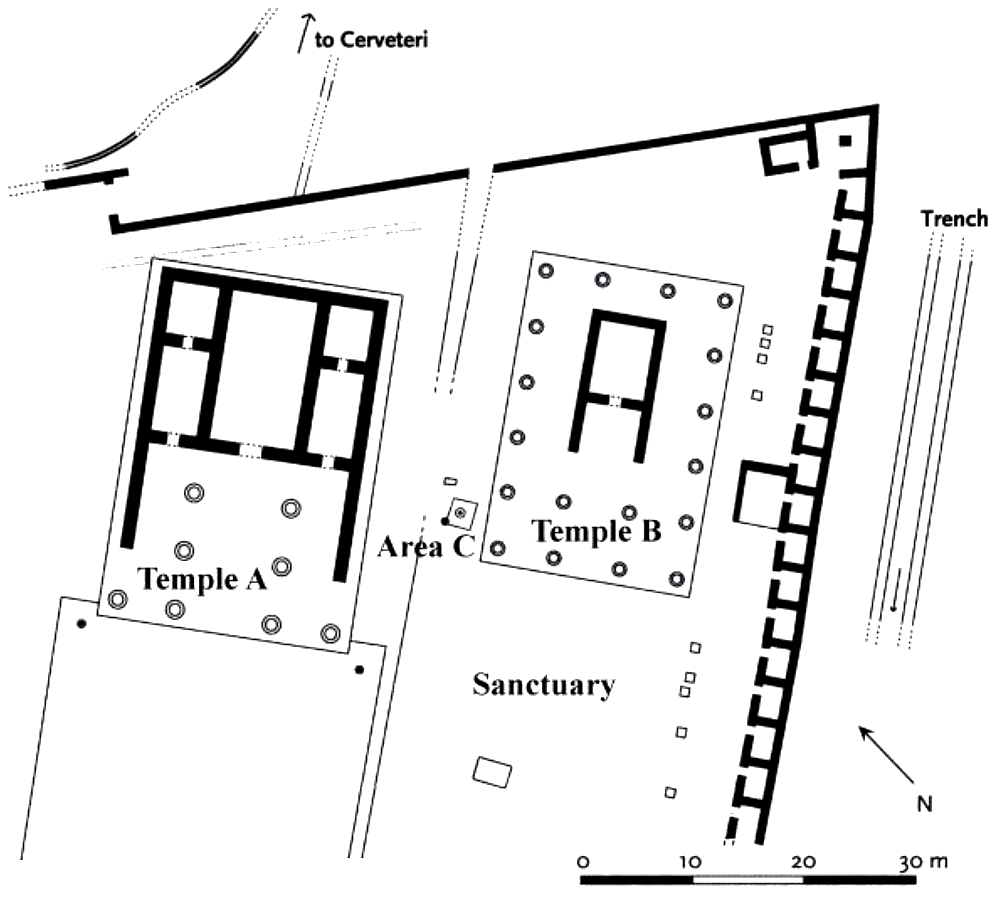
Planimetria del santuario di Pyrgi

Nel 1957 gli scavi guidati da Massimo Pallottino portarono alla luce un'estesa area sacra con un tempio in ordine tuscanico a tre celle (tempio A) datato al 470-460 a.C., e un tempio più antico (tempio B), periptero e a cella unica della fine del VI secolo a.C.; contestualmente si rinvennero abbondanti frammenti di terrecotte architettoniche tra le quali un altorilievo che rappresenta una gigantomachia, pertinente al tempio più recente. Allo stesso tempio A è stato riferito lo splendido altorilievo fittile policromo oggi ricostruito al Museo nazionale etrusco di Villa Giulia a Roma, con raffigurazione di un episodio relativo al mito greco dei Sette contro Tebe. 
Tutto il santuario, posto al termine della strada che da Caere conduceva al porto di Pyrgi, era dedicato alla dea etrusca Uni (equivalente alla Giunone romana), assimilata alla Grande Madre fenicia Astarte per la presenza abbondante di mercanti fenici nell'abitato. Il santuario della città godeva così di una fama sovraregionale. 
Nel 1964 nei pressi del tempio B (area C) si rinvennero le lamine di Pyrgi, tre lamine d'oro con iscrizioni in lingua etrusca e in fenicio, anch'esse oggi al Museo di Villa Giulia, che testimoniano una dedica sacra in onore della dea Uni da parte del re di Caere Thefarie Velianas attorno al 500 a.C.

### Il santuario

#### Il tempio A e B

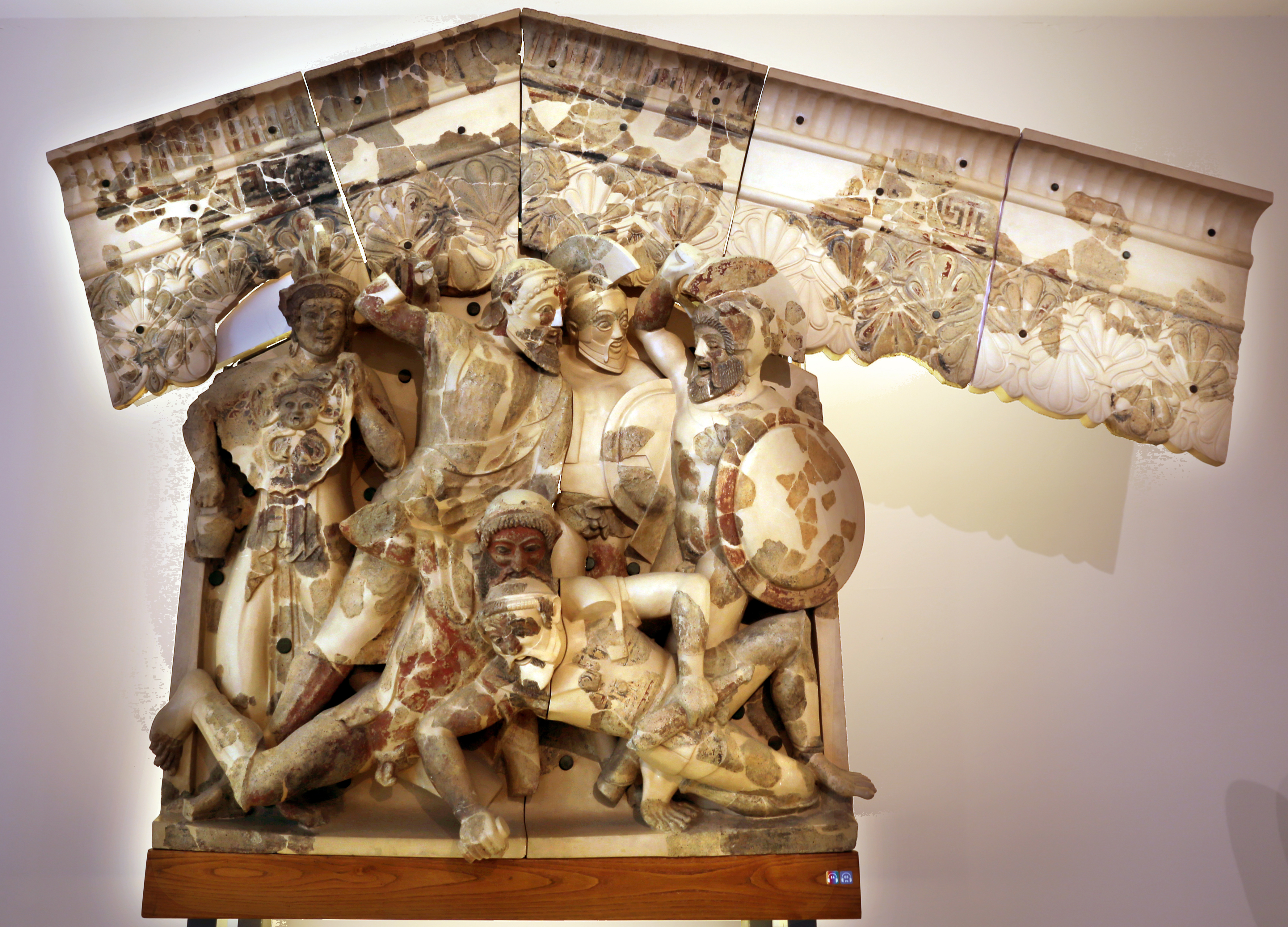
L'altorilievo di Pyrgi, decorazione fittile con il mito dei Sette contro Tebe dal culmine posteriore del tempio A, ca. 470 a.C.

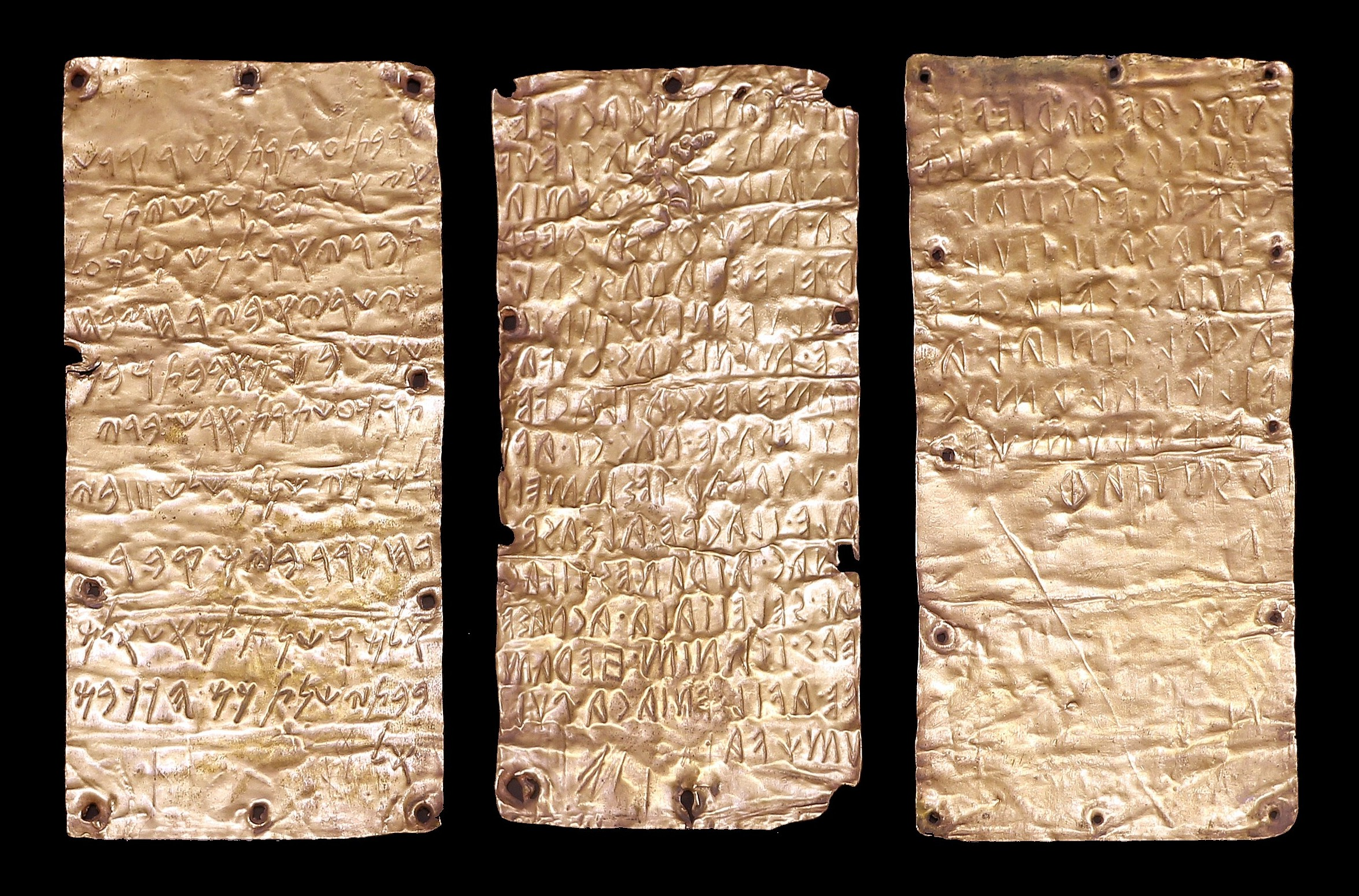
Le lamine di Pyrgi, rinvenute nei pressi del tempio B, ca. 500 a.C.

Dell'insediamento etrusco sono rimaste solo alcune fondamenta di case, mentre la colonia romana a pianta rettangolare si trova in parte sotto il forte medievale di Santa Severa. Particolarmente suggestivo è il santuario scavato, composto da due templi (A e B), un recinto (C) e un complesso edilizio con diverse piccole camere. Il tempio B, quello più antico, risale alla fine del VI secolo a.C. Costituisce il primo passo verso il modellamento monumentale dell'area e fu costruito nello stile di un periptero, probabilmente secondo il modello greco. Il tempio era suddiviso in una cella con pronao e un portico circonferenziale. Il secondo tempio, il tempio A, fu costruito intorno al 470 a.C. sempre su iniziativa della città di Caere per riaffermare il proprio dominio dopo essere stata sconfitta dai Siracusani a Cuma nel 474 a.C.. Era dedicata a Thesan, dea etrusca dell'alba, assimilata alla greca Leucotea, dea del mare e dei marinai. Aveva una pianta etrusca con cella e alae sul retro, tre file di colonne sul davanti. Entrambi i templi erano paralleli tra loro e rivolti verso il mare, cioè verso sud-ovest. Tra di essi si trovava il recinto (C), che può essere datato allo stesso periodo del tempio (B). Poiché gli edifici precedenti erano in legno e tufo, sono sopravvissute solo le fondamenta e parti della decorazione. I tetti erano riccamente decorati con antefisse e altre terrecotte. Particolarmente degni di nota sono i frammenti che raffigura una scena del ciclo della saga dei Sette contro Tebe del Tempio A.

#### Il sacello Beta

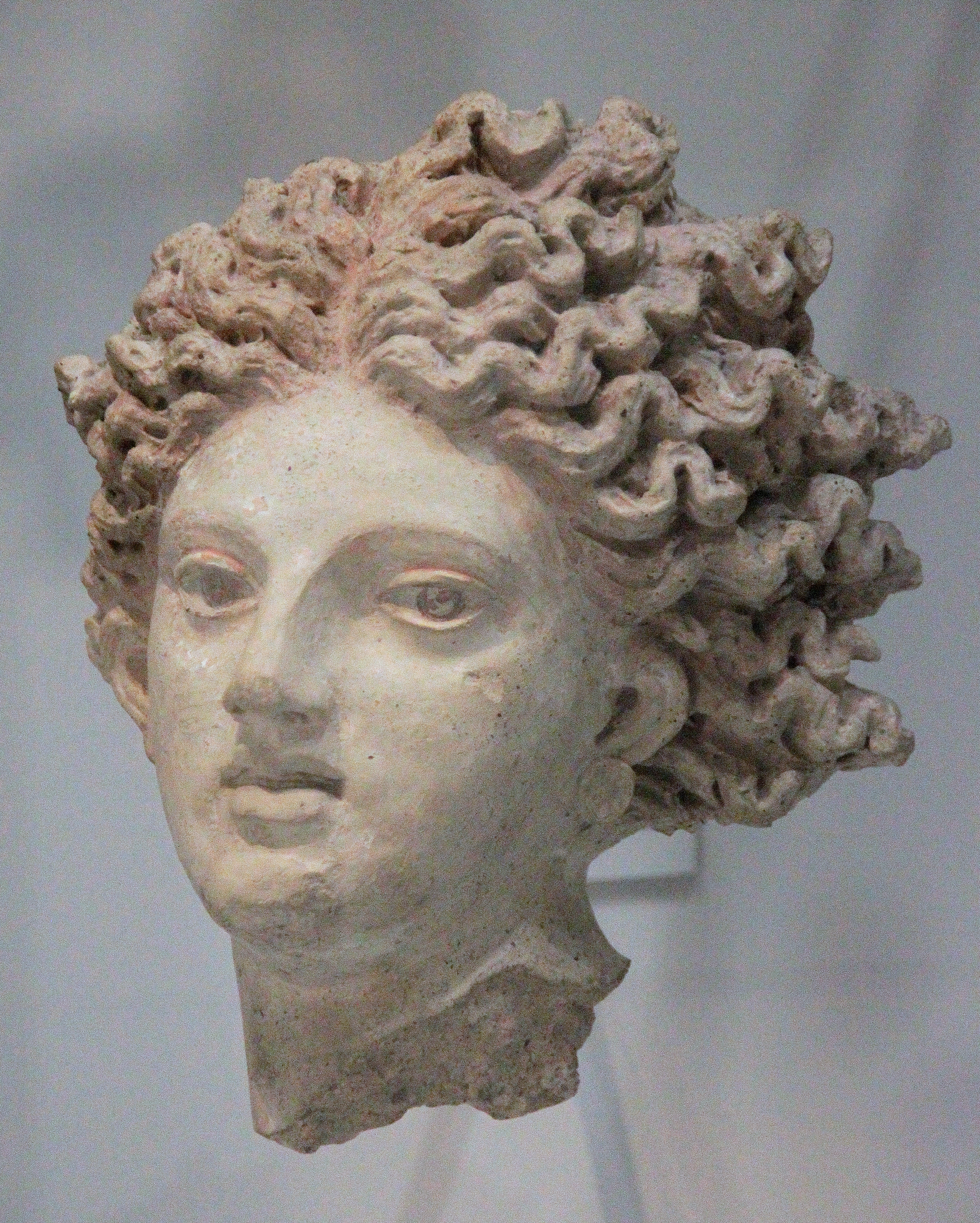
Altorilievo del frontone anteriore del tempio A, raffigurante Cavatha o Thesan, ca. 350 a.C.

Un secondo santuario è stato scoperto nel 1983 a sud di quello monumentale. È caratterizzato dall'assenza di grandi edifici religiosi, ma da diversi tipi di altari e cappelle senza una pianta complessiva e utilizzando tecniche costruttive e materiali simili alle case locali. La disposizione e i reperti suggeriscono la pratica di culti misterici e demetrici, di cui è l'esempio più antico ed elaborato in Etruria.
La struttura più antica, il sacello "Beta" (530-520 a.C.), ha un tetto ornato da acroteri con busti di Acheloo, divinità fluviale con testa umana e corna di toro, orecchie e corpo, e antefisse con testa femminile forse rappresentanti le Ninfe. Depositi votivi di vasi greci con iscrizioni etrusche attestano la loro dedizione al culto della coppia divina Cavatha (assimilata alla dea greca Persefone) e Suri (identificabile con una sorta di Apollo degli inferi).
In seguito al saccheggio dionisiaco, il santuario meridionale fu abbandonato e ritualmente sigillato e l'attività si spostò nel settore settentrionale, con la creazione di una nuova piazza, alle cui estremità si trovano l'edificio quadrangolare Alpha (a) e l'edicola Pi (p), originariamente ornata da statue votive.